# Pim Verbeek
Peter Tim Dirk "Pim" Verbeek (12. března 1956 Rotterdam – 28. listopadu 2019 Amsterdam) byl nizozemský fotbalový trenér, který naposledy trénoval národní tým Ománu. Profesionálně hrál jako obránce.
Celou kariéru strávil ve Spartě Rotterdam.

## Osobní život
Jeho bratr Robert Veerbek je trenér.

## Smrt
Zemřel v roce 2019 na rakovinu.

## Úspěchy

### Trenérské
Jižní Korea
3. Místo: Asijský pohár AFC 2007